# 熊谷市立熊谷西小学校
熊谷市立熊谷西小学校（くまがやしりつ くまがやにししょうがっこう）は、埼玉県熊谷市中央一丁目にある公立小学校。学級数10クラス、児童数597名。

## 近隣の施設
- 熊谷市役所
- 箱田保育所
- 熊谷市立富士見中学校

## 著名な出身者
- 加藤幸子（ファッションモデル）
- 加藤美紀 （元ファッションモデル、加藤幸子の実姉）
- 持田京子（アトランタオリンピックソフトボール日本代表）
- 原田勇雅（オペラ歌手・音楽博士）